# Gnomidolon pilosum
Gnomidolon pilosum är en skalbaggsart som beskrevs av Martins 1962. Gnomidolon pilosum ingår i släktet Gnomidolon och familjen långhorningar. Inga underarter finns listade i Catalogue of Life.